# Eragrostis caniflora
Eragrostis caniflora là một loài thực vật có hoa trong họ Hòa thảo. Loài này được Rendle mô tả khoa học đầu tiên năm 1899.